# كنيس البحرين
كنيس البحرين هو كنيس يهودي يقع في شارع صعصعة في المنطقة التجارية من الدرجة السفلى من المنامة عاصمة البحرين.

## نظرة عامة
المبنى البيج لا يوصف ولا يمكن التعرف عليه بأي طريقة كدار عبادة لليهود. الجالية اليهودية الصغيرة في البحرين الذين يبلغ عددهم حوالي 35 من مجموع السكان البالغ عددهم 700,000، نادرا ما يتجمع عشر أشخاص (وهو الحد الأدنى) لأداء الصلاة. ومع ذلك فإن البحرين الدولة العربية الوحيدة في الخليج العربي التي تضم مع جالية يهودية أو كنيس. يحافظ المجتمع أيضا على وجود مقبرة يهودية صغيرة.

## التاريخ
في أواخر القرن 19 فإن يهود العراق وبعض من يهود إيران والهند استقروا في البحرين وفيما بعد أنشئوا الكنيس. بعد قرار التقسيم للأمم المتحدة 1947 الذي ينص تقسيم فلسطين إلى دولتين يهودية وعربية فقد اندلعت ثلاثة أيام من الاحتجاجات والمسيرات. في اليوم الثالث بدأ المتظاهرين في القيام بأعمال الشغب. نهبت البيوت اليهودية والمعبد اليهودي الوحيد في الجزيرة في العاصمة المنامة وسويت على الأرض من قبل مثيري الشغب العرب. على الرغم من أن التوترات أدت إلى هجرة اليهود إلى بريطانيا والولايات المتحدة الأمريكية فقد تم بناء كنيس آخر لأولئك الذين بقوا.
في الآونة الأخيرة فإن الكنيس لم يعد قيد الاستخدام ويريد المجتمع اليهودي تحويل المبنى لاستخدام آخر أو إعطائه للجمعيات الخيرية ولكن حكومة البحرين لم تسمح بذلك. أصروا على أنه لا يزال كما هو كنيس.
في عام 2006 بدأ إبراهيم داود نونو الزعيم غير الرسمي للجالية اليهودية وعضو مجلس الشورى في ترميم الكنيس من أمواله الخاصة على الرغم من أن ولي عهد البحرين الشيخ سلمان بن حمد آل خليفة قد عرض دفع مبلغ من المال مقابل إعادة بناء كنيس جديد في نفس الموقع.
في ذلك الوقت عرضت الحكومة أيضا على الجالية اليهودية قطعة أرض لبناء الكنيس القديم الذي دمر في عام 1948 ولم تتم إعادة بنائه.

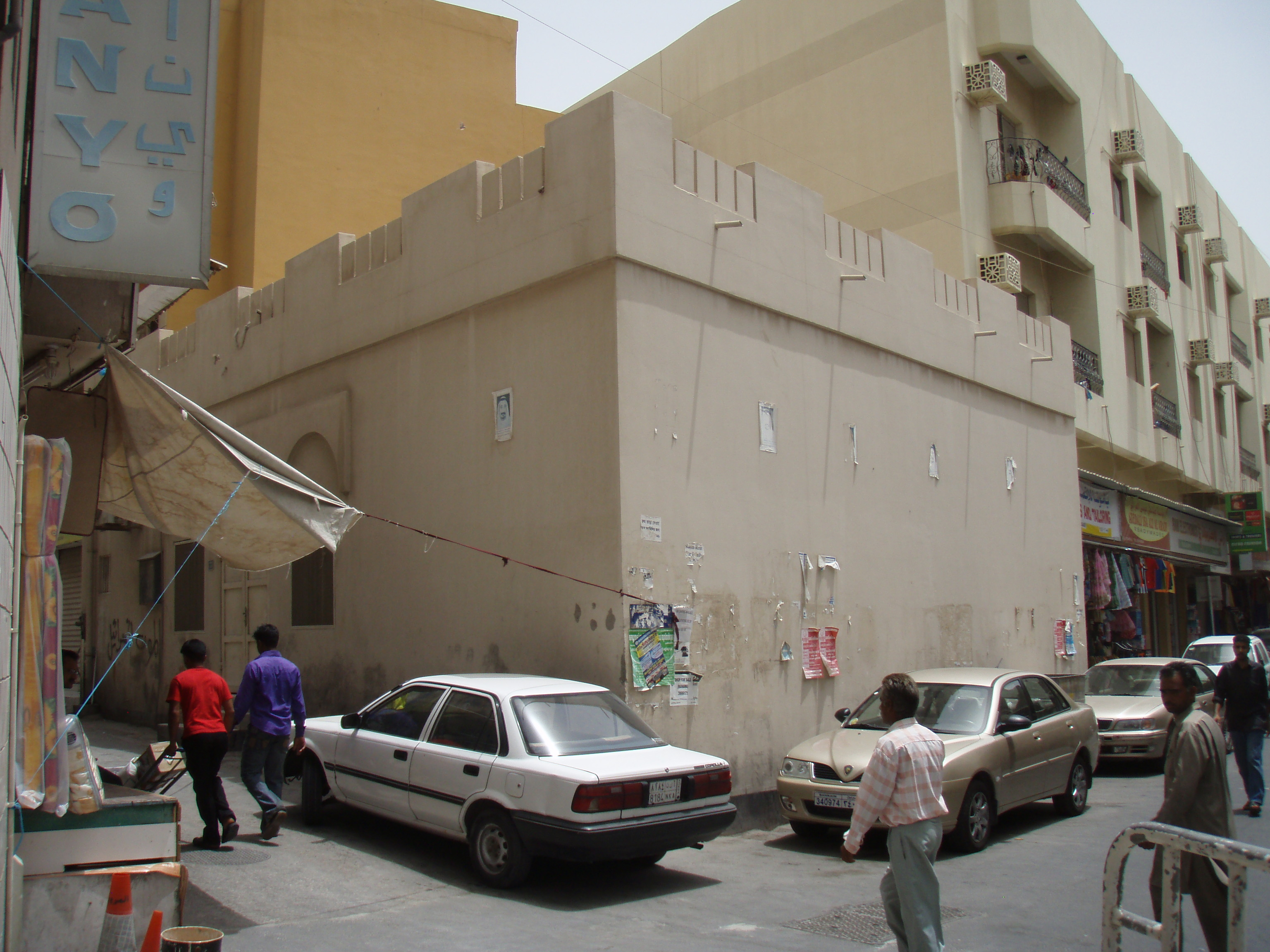
الكنيس قبل الترميم

في العام 2014 قامت وزيرة الثقافة البحرينية بزيارة الی الكنيس بهدف ترميمه وجعله معلما سياحيا في مدينة المنامة .
في ديسمبر 2015 اقيم أول احتفال رسمي بعيد الحانوكا وهي المرة الأولى التي يتم اضاءة شموع العيد في الكنيس منذ عام 1948 وحضر الاحتفال عدد من أعضاء مجلس الشورى.